# Marins de la Garde impériale
Les marins de la Garde impériale sont une unité de marine intégrée à la Garde impériale de Napoléon Ier. Créé en 1803 et dissous en 1815, ce corps assume un rôle logistique tout en participant aux campagnes napoléoniennes, notamment en Espagne, en Russie, en Allemagne et en France.

## Organisation
Le 17 septembre 1803, le Premier consul Napoléon Bonaparte ordonne la formation d'un bataillon de 737 marins incorporé dans la Garde consulaire. La mission de cette nouvelle unité consiste à garantir la sûreté du chef de l'État lors de ses déplacements dans les ports ou à bord des navires. La taille minimale des recrues est fixée à 1,70 m. 
Lorsque Napoléon est sacré empereur le 2 décembre 1804, le bataillon des marins de la Garde des consuls compte 820 officiers, sous-officiers et matelots. L’empereur intègre cette unité dans sa Garde impériale avec l'effectif de cinq équipages pour un total de 818 soldats. Les grades sont ceux de la marine et non ceux de l'armée de terre. Ainsi, chaque équipage est commandé par un capitaine de frégate (ou un capitaine de vaisseau) et 4 officiers, et est composé de 15 sous-officiers et 125 matelots. 
Au 15 octobre 1807, l'effectif est de 25 officiers et 625 marins. Par la suite, les marins voient leur nombre diminuer, notamment à cause de la guerre d'Espagne et surtout de la campagne de Russie, d'où seulement 85 marins reviennent.
Les marins ont de nombreuses aptitudes : ils peuvent être marins, bien sûr, mais aussi artilleurs (ils ont été formés au tir sur les navires de guerre), fantassins et remplissent aussi quelques-unes des missions du génie (cela est dû à l'expérience qu'ils ont acquise au camp de Boulogne en aidant à construire les bateaux entre 1803 et 1805).

« Ils ont été de bons marins, puisqu'ils ont été les meilleurs des soldats. Et ils ont tout fait : soldats, artilleurs, sapeurs, tout ! »

— Napoléon Ier.

## Guerres napoléoniennes

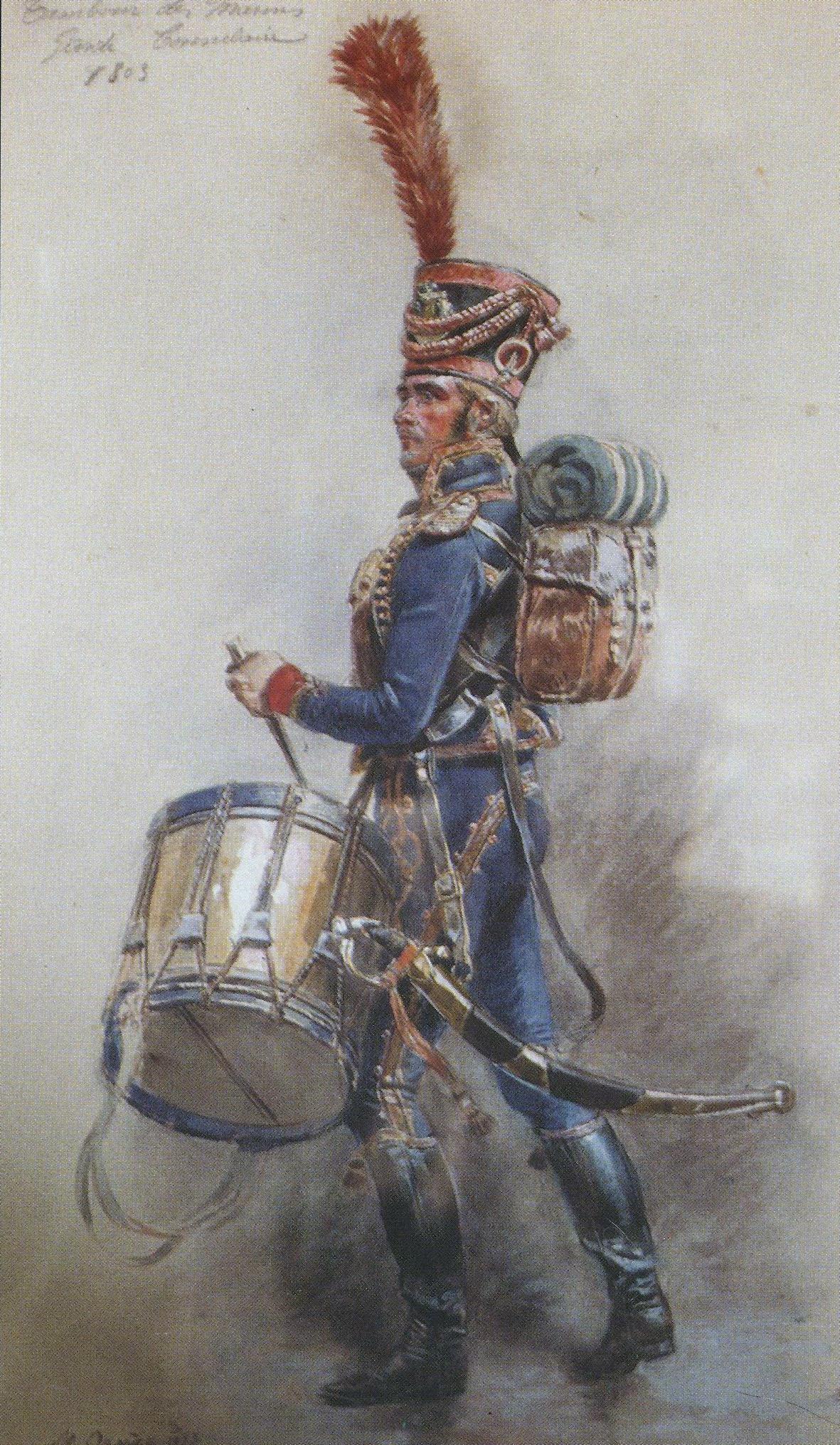
Tambour des marins de la Garde consulaire (par Maurice Orange).

### Du camp de Boulogne à la bataille de Friedland
Les marins sont tout d'abord cantonnés au camp de Boulogne dans le cadre de l'invasion de l'Angleterre. Napoléon y voit en effet ici le rôle principal que doivent tenir les marins de la Garde : servir d'unité d'élite pour encadrer les équipages des navires de guerre souvent bien peu expérimentés. Cependant, avec la destruction de la flotte française à Trafalgar qui brise tout espoir d'envahir la Grande-Bretagne dans un avenir proche ainsi que la guerre portée en Europe centrale , une partie des marins est donc engagée dans la campagne d'Allemagne de 1805, où ils assistent aux batailles d'Ulm et d'Austerlitz. En 1806, 102 marins participent à la campagne de Prusse, en étant présents à Iéna et surtout au siège de Dantzig, où ils font partie du génie sous le commandement de Chasseloup-Laubat. Ils suivent la Grande Armée en Pologne, où, rejoints par les équipages restés en France, ils assistent, encore, à la bataille d'Eylau et à celle de Friedland.

### Le désastre de Bailén et la réorganisation du corps
Après la paix de Tilsit, le bataillon est renvoyé en France, mais part peu après pour l'Espagne. Sous les ordres du général Dupont, ils participent activement à la bataille de Bailén, où le tiers des marins présents est mis hors de combat. Le reste est fait prisonnier et envoyé à Cadix sur les pontons, où certains restent détenus jusqu'en 1814. Anéanti, le bataillon est recréé par décret en mars 1809, mais seulement sous la forme d'un équipage de 150 hommes. Ce petit corps participe à la bataille de Wagram sous les ordres du capitaine de vaisseau Baste, où ils servent surtout en tant qu'artilleurs.
L'effectif des marins remonte brusquement en septembre 1810, où il leur est adjoint huit équipages, portant le nombre de soldats à 1 136 officiers, sous-officiers et marins. La campagne de Russie fait néanmoins de nouveaux ravages dans les rangs des marins de la Garde. Engagée dans de nombreuses batailles, décimée par le froid et le gel, l'unité ne compte plus que 85 soldats lorsqu'elle arrive en Allemagne. Réorganisés et complétés par de nouvelles recrues, les marins de la Garde affrontent les coalisés à Leipzig au sein de l'infanterie de la Jeune Garde.
En 1814, le bataillon participe également à la campagne de France, notamment à la défense de Paris, où ils combattent face aux troupes ennemies. Un petit détachement de 21 marins accompagne l'Empereur en exil. En 1815, un équipage de 150 hommes (94 au départ) est recomposé. Il participe aux batailles de Ligny et surtout de Waterloo, ils seront 107, 3 officiers et 104 matelots sous les ordres du capitaine de frégate Taillade, et où les marins couvrent la retraite française avec les 1er régiment de grenadiers à pied de la Garde impériale et des chasseurs à pied de la Garde impériale.
Onze jours après Waterloo, les marins de la Garde comptent encore 4 officiers et 118 hommes. Le corps est définitivement licencié le 15 août 1815.

## Uniformes
L'uniforme des marins de la Garde impériale est composé d'une veste bleu avec tresses et nœuds à la façon d'un dolman avec épaulettes à écailles. Chaque manche a un parement écarlate nommée Caraco. La coiffure consiste en un shako à cordons et raquettes surmonté d'un plumet écarlate et orné d'un aigle en laiton sur une ancre de marine. Le pantalon large est bleu avec soutaches et trèfles à la hongroise, et les chaussures noires. La ceinture est celle de la cavalerie légère, tout comme la giberne noire. Les buffleteries, quant à elles, sont noires. Les musiciens ont un uniforme bleu clair. Les épaulettes pour la troupe sont métallique pour rappeler l'origine de l'unité. Des uniformes de marins de la garde sont présentés dans le parcours permanent du musée de l'Armée et dans son annexe en région le musée de l'Empéri.

## Chefs de corps

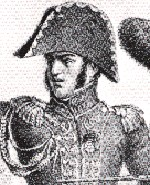
Pierre Baste

- 1805 : François Henri Eugène Daugier

- 1809 : Pierre Baste

- 1810 : Antoine Vattier

- 1811 : Honoré Joseph Antoine Ganteaume

- 1813 : Louis François Richard Barthélémy de Saizieu

- 1815 : François Louis Taillade[9]

## Historique des batailles de l'unité

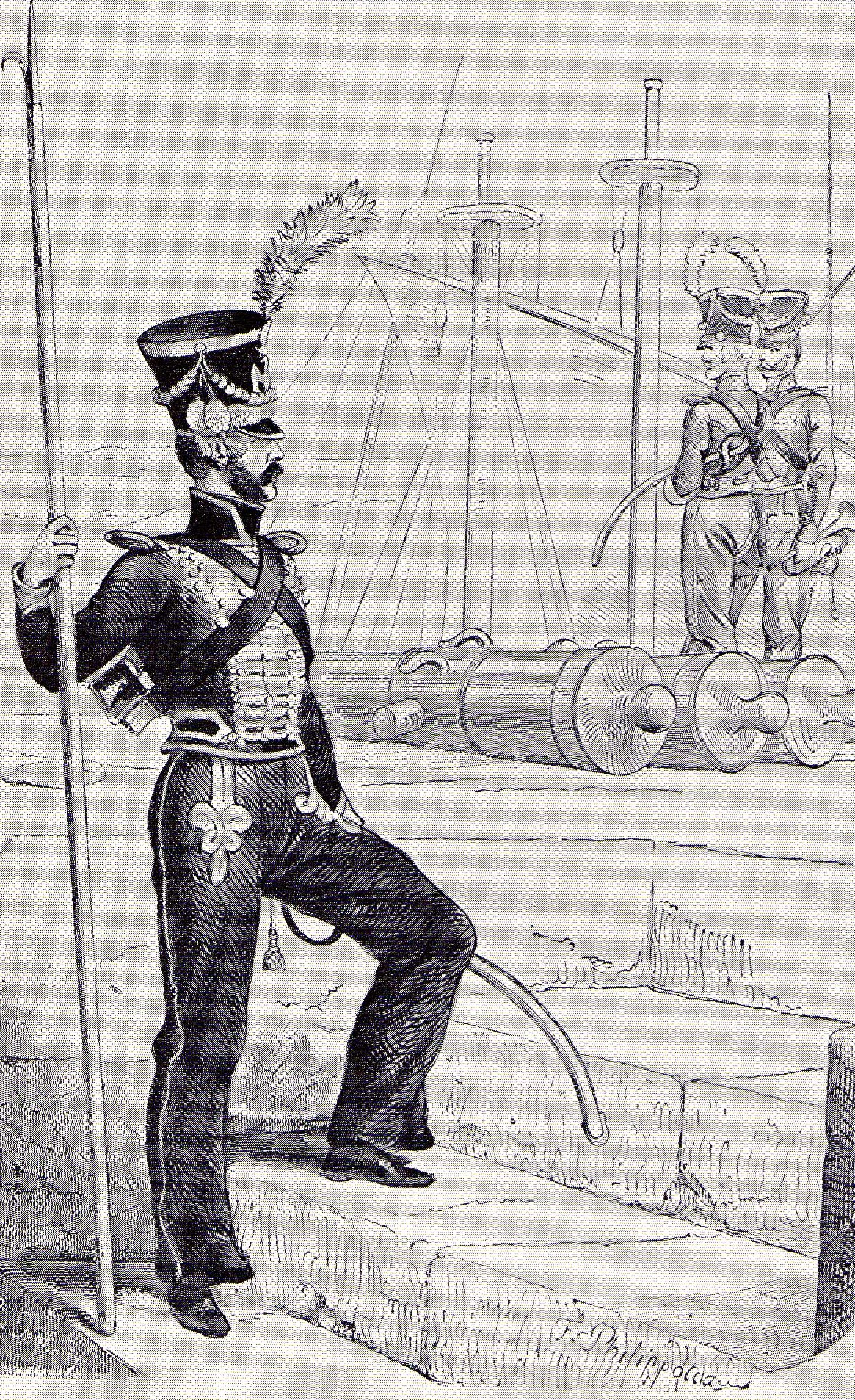
Un marin de la Garde en 1810 (gravure de Félix Philippoteaux).

- Campagne d'Autriche (1805)
  - Bataille d'Ulm
  - Bataille d'Austerlitz
- Campagne de Prusse et de Pologne
  - Bataille d'Iéna
  - Siège de Dantzig (1807)
  - Bataille d'Eylau
  - Bataille de Friedland
- Guerre d'indépendance espagnole
  - Bataille de Bailén
- Campagne d'Allemagne et d'Autriche (1809)
  - Bataille de Wagram
- Campagne de Russie (1812)
  - Bataille de Vilna
  - Bataille de la Moskowa
  - Bataille de la Bérézina
- Campagne de Saxe
  - Bataille de Leipzig
- Campagne de France (1814)
  - Troyes
  - Bataille de Paris (1814)
- Campagne de Belgique de 1815
  - Bataille de Ligny
  - Bataille de Waterloo